# Linus van Pelt
Linus van Pelt je lik u stripu Peanuts Charlesa Monroa Schulza.
U stripu se pojavio 19. rujna 1952.
Charlie Brown je Linusov najbolji prijatelj. Ima mlađeg brata Reruna van Pelta i pomalo svadljivu stariju sestru Lucy van Pelt.
Pametan je i često siše palac i izgovara filozofske misli. Ne odvaja se od deke 

## Zanimljivost
1. Strip Peanuts se u početku zvao Linus.